# Национальная библиотека Молдовы
Национальная библиотека Республики Молдова (рум. Biblioteca Națională a Republicii Moldova) — крупнейшая научная библиотека Молдовы.

## Краткое описание
Расположена на улице 31 августа 1989 года в Кишинёве. Библиотека была основана 22 августа 1832 года. Должность директора библиотеки с 1992 года занимал Алексей Рэу (Alexei Rău). В настоящее время с 2015 года директором является Елена Пинтилей (Elena Pintilei).
Нынешнее здание библиотеки спроектировал архитектор А. Амбарцумян. Перед библиотекой находится памятник молдавскому поэту Василе Александри, созданный скульптором Ионом Здерчук.
Библиотека работает ежедневно с 9:00 до 19:00.

## Директора библиотеки
- Gavriil Bilevici (1832—1835)
- Nicolai Kozlov (1835—1846)
- Mihail Saburov (1846—1847)
- Ivan Tanskii (1848—1855)
- Platon Globaciov (IX—XII, 1852)
- Botean (1855—1856)
- Petru Şuşchevici (1856—1857)
- Venedict Beler (1857—1871)
- Kurkovskaia (1871—1877)
- Дарья Харжевская (1884—1924)
- Maria Arionescu (1931—1934)
- Elena Niţescu (1934-)
- Adeli Cernoviţkaia (1944—1946)
- Iguatie Teleuţă (1946—1948)
- Alexandr Suhomlinov (1948—1955)
- Ion Borş (1956—1959)
- Alexandru Chirtoaca (1959—1963)
- Gheorghe Cincilei (1963—1964)
- Пётр Ганенко (1965—1984)
- Grigore Sudacevschi (1984—1987)
- Tatiana Levandovskaia (1987—1992)
- Алексей Рэу (1992—2015)
- Елена Пинтилей (с 2015).